# Adrian Sejersted
Adrian Smiseth Sejersted (Bærum, 16 de julio de 1994) es un deportista noruego que compite en esquí alpino.
Ganó una medalla de bronce en el Campeonato Mundial de Esquí Alpino de 2025, en la prueba de supergigante. En la Copa del Mundo consiguió dos podios en total.
Participó en los Juegos Olímpicos de Pekín 2022, ocupando el cuarto lugar en Pekín 2022 en el supergigante.

## Palmarés internacional
| Campeonato Mundial | Campeonato Mundial | Campeonato Mundial | Campeonato Mundial |
| Año                | Lugar              | Medalla            | Prueba             |
| ------------------ | ------------------ | ------------------ | ------------------ |
| 2025               | Saalbach (Austria) | Medalla de bronce  | Supergigante       |